# Anke Van dermeersch
Anke Maria Flor Van dermeersch (Antwerpen, 27 oktober 1972) is een Belgische advocate, Vlaams-nationalistische politica voor Vlaams Belang, Miss België in 1991 en 5de eredame bij Miss Universe in 1992. 

## Levensloop
Op 27 april 1991 werd Van dermeersch tot Miss België gekroond in het casino van Spa. Haar verkiezing was de eerste die rechtstreeks uitgezonden werd op televisie (RTL TVI) en ook kon de kijker voor het eerst meestemmen. In 1992 was ze 5de eredame bij Miss Universe.
Van dermeersch studeerde tussen 1992 en 1997 rechten aan de UFSIA en de UIA. Aan de UFSIA werd ze na twee kandidaturen kandidaat in de rechten en aan de UIA na twee licenties licentiaat in de rechten. Vervolgens deed ze aan de UIA tussen 1997 en 1999 twee specialisatiejaren Master in Tax Law. Na haar studies was ze van 1997 tot 2007 advocaat aan de balie van Antwerpen, gespecialiseerd in internationaal fiscaal recht.
Ze begon een politieke loopbaan bij de VLD en was voor deze partij in 1999 kandidaat voor het Europees Parlement. Van dermeersch raakte echter niet verkozen. Ze had tijdens de campagne onder andere gesteld dat indien ze verkozen werd ze naakt zou poseren in Playboy. Nadat ze in 2000 gesprekken had gevoerd met het Vlaams Blok uit onvrede over haar plaats op de VLD-kieslijst bij de lokale verkiezingen, wat door het cordon sanitaire tegen de partij verboden was, werd ze in maart voor één jaar geschorst als partijlid van VLD en kreeg ze geen plaats meer voor de lijst voor de gemeenteraadsverkiezingen van de partij. Daarop verliet ze de partij en stapte ze over naar het Vlaams Blok. Ze was tevens gevraagd voor de partij Algemeen Belang Centraal (ABC) van Willy Vermeulen, voormalig topman van het Hoog Comité van Toezicht.
Van mei 2003 tot mei 2014 zetelde Anke Van dermeersch voor het Vlaams Blok in de Belgische Senaat als rechtstreeks gekozen senator en sinds juli 2014 is ze deelstaatsenator in de Senaat. In de Senaat zetelde ze van 2003 tot 2014 in de commissie Financiële en Economische Aangelegenheden en van 2003 tot 2010 in de commissie Justitie en was ze van 2007 tot 2009 ondervoorzitter en van 2011 tot 2019 fractievoorzitter voor het Vlaams Belang. Op lokaal politiek niveau is ze sinds januari 2007 tevens gemeenteraadslid van de stad Antwerpen.
In 2013 haalde ze de wereldwijde media nadat schoenenfabrikant Louboutin haar voor de rechter sleepte omwille van het gebruik van de voor het merk typerende hoge pumps met rode zolen in haar campagne Vrouwen Tegen Islamisering. Op het pamflet en de affiche werden volgende waardeoordelen geplaatst (boven naar onder): steniging, verkrachting, hoer, slet, gematigde Islam en shariaconform. Tevens ging de Canadese studente Rosea Lake een rechtszaak aan tegen Van Dermeersch omdat de campagne te sterk gebaseerd was op een werk van de studente met de titel Judgments. De politica paste na het geding van Louboutin voor de handelsrechtbank de affiche aan met een schijnbaar identiek paar schoenen met gele zolen. Ook de Canadese studente werd door de rechtbank in haar gelijk gesteld. Van dermeersch kreeg een verbod de affiche verder te gebruiken en een dwangsom van € 1000 per inbreuk opgelegd. Ze ging tegen de uitspraak in beroep. Nadien bracht ze een nieuwe campagne uit onder de slogan boerka of bikini?
Sinds juli 2014 zetelt ze in het Vlaams Parlement. Ze behaalde bij de Vlaamse verkiezingen van 2014 31.540 voorkeurstemmen als lijsttrekster op de Vlaams Belang-kieslijst voor de kieskring Antwerpen.
In november 2016 bracht ze samen met partijgenoten Filip Dewinter en Jan Penris een bezoek aan Griekenland om er de gevolgen van de vluchtelingencrisis te bekijken. Tijdens dit bezoek was er ook een ontmoeting met de neonazistische partij Gouden Dageraad, waarbij Filip Dewinter een toespraak gaf. Partijvoorzitter Tom Van Grieken vond dit niet kunnen en riep het partijbestuur bijeen om de drie officieel terecht te wijzen. Anke Van dermeersch zelf werd uit het Vlaams Belang-partijbestuur gezet en van haar zetel in de Senaat ontheven. Ze weigerde echter ontslag te nemen als senator en vond dat haar partij haar niet kon dwingen om haar mandaat van senator af te staan. Dit werd door het Vlaams Parlement bevestigd, waarop ze enkel uit het partijbestuur van Vlaams Belang werd gezet.
Bij de Vlaamse verkiezingen van 26 mei 2019 werd Van dermeersch vanop de tweede plaats van de Antwerpse Vlaams Belang-lijst herkozen als Vlaams Parlementslid met 21.966 voorkeurstemmen. Ook werd ze opnieuw afgevaardigd als deelstaatsenator. Haar functie als fractievoorzitter moest ze echter afstaan aan Guy D'haeseleer, maar ze werd tot aan in 2024 wel lid van het Bureau van de Senaat. Bij de Vlaamse verkiezingen van 9 juni 2024 bekleedde Van dermeersch opnieuw de tweede plaats op de lijst en werd ze met 17.075 voorkeurstemmen verkozen voor een derde termijn in het Vlaams Parlement. Ook werd ze opnieuw afgevaardigd naar de Senaat. Als Vlaams Parlementslid zetelt Van dermeersch sinds 2019 in de commissie Algemeen Beleid, Financiën, Begroting en Justitie.